# Goychay (quận)
Goychay (tiếng Azerbaijan:Göyçay) là một quận thuộc Azerbaijan. Dân số thời điểm năm 2012 là 100511 người.